# Jacques Goermans

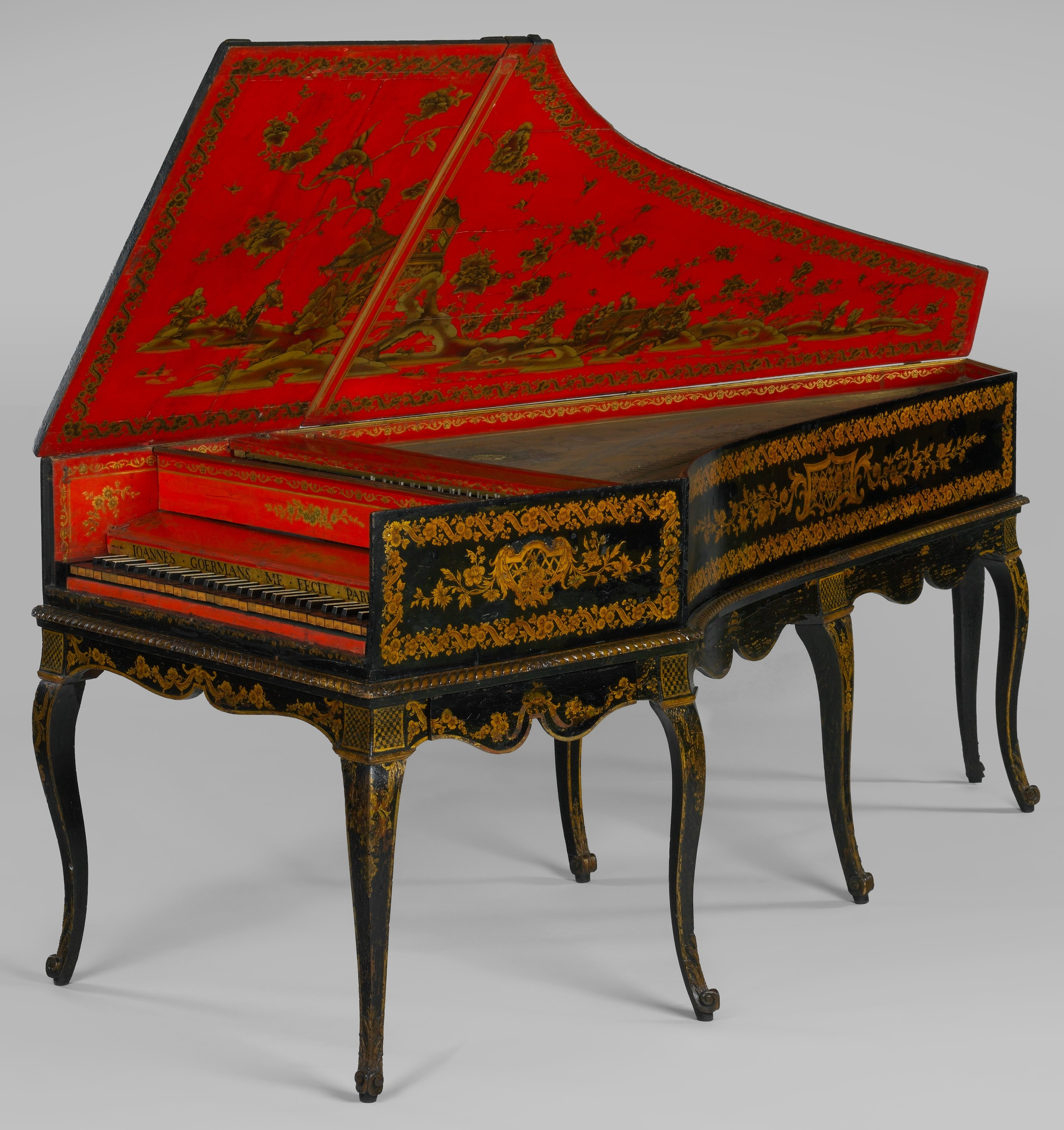
Clavecin de Jean Goermans de 1754 converti en piano
New York, Metropolitan Museum of Art

Jacques Goermans (ou Germain ; avant 1740 - Paris, 8 avril 1789) est un facteur de clavecins parisien d'origine flamande installé à Paris au XVIIIe siècle. 
Il est le fils de Jean Goermans (1703-1777) et admis comme maître en 1766. Comme nombre de ses confrères, il pratique également le ravalement d'instruments flamands.
Un de ses instruments datant de 1774 appartient à une collection privée (conservé aujourd'hui au château de Bény-sur-Mer, dans le Calvados) et sert à des enregistrements sur instruments d'époque.